# Tendron
Tendron é uma comuna francesa na região administrativa do Centro, no departamento Cher. Estende-se por uma área de 10,44 km². Em 2010 a comuna tinha 92 habitantes (densidade: 8,8 hab./km²).